# Byla jednou jedna… věc
Byla jednou jedna… věc (ve francouzském originále Il était une fois… ces Drôles d'objets) je švýcarsko-francouzský vzdělávací animovaný televizní seriál na motivy série, kterou vytvořil Albert Barillé. Jedná se o osmý díl franšízy Byl jednou jeden… a opět se zde objevují postavy z předchozích sérií. Každá sedmiminutová epizoda vysvětluje historii předmětu denní potřeby formou přizpůsobenou dětem.
Seriál vznikl ve francouzských studiích Procidis a Samka Productions v koprodukci se společnostmi Sklan & ka, Studio Zmei, France Télévisions, Hot, TV5Monde, Radio Télévision Suisse (RTS) a Centre national de la cinématographie. Premiéra ve Francii proběhla na platformě Okoo od 7. února 2024 a na televizní stanici France 4 od 19. února 2024.
Ve Švýcarsku měl seriál premiéru na televizní stanici RTS 1 od 30. prosince 2023 a následně byla vysílána na kanálech ostatních vysílatelů, kteří se na výrobě podíleli. V Česku seriál vysílal od 1. května 2024 kanál Minimax.

## Synopse
Cestování v čase a síla miniaturizace nám ukazují, že i ty nejvšednější předměty mají za sebou bohatou minulost; od čokolády přes plyšové medvídky až po klavír - všechny urazily dlouhou cestu od svého vzniku až do podoby, v jaké je známe dnes.

## Díly
- Byla jednou jedna… čokoláda
- Byl jednou jeden… fotbal
- Bylo jednou jedno… kolo
- Byla jednou jedna… toaleta
- Bylo jednou jedno… malování
- Byla jednou jedna… knížka
- Byla jednou jedna… žárovka
- Byla jednou jedna… skluzavka
- Bylo jednou jedno… piano
- Bylo jednou jedno… pravítko
- Byly jednou jedny… hrací karty
- Byla jednou jedna… vidlička
- Byl jednou jeden… zubní kartáček
- Byl jednou jeden… fotoaparát
- Byly jednou jedny… džíny
- Byl jednou jeden… postel
- Byl jednou jeden… klíč
- Byl jednou jeden… kompaktní disk
- Byl jednou jeden… školní brašna
- Byl jednou jeden… koloběžka
- Byl jednou jeden… balzám na rty
- Byl jednou jeden… zrcadlo
- Byl jednou jeden… platební karta
- Byl jednou jeden… deštník
- Byl jednou jeden… žvýkačka
- Byl jednou jeden… medvídek
- Byl jednou jeden… magnet
- Byl jednou jeden… lízátko
- Byl jednou jeden… mýdlo
- Byl jednou jeden… satelit
- Byl jednou jeden… lepicí obvaz
- Byl jednou jeden… bota
- Byl jednou jeden… popelnice
- Byl jednou jeden… kytara
- Byl jednou jeden… brýle
- Byl jednou jeden… propiska
- Byl jednou jeden… pleny
- Byl jednou jeden… mikrofon
- Byl jednou jeden… tužka
- Byl jednou jeden… kalhoty
- Byl jednou jeden… váhy
- Byl jednou jeden… kartáč na vlasy
- Byl jednou jeden… židle
- Byl jednou jeden… nůžky
- Byl jednou jeden… baňka
- Byl jednou jeden… plavky
- Byl jednou jeden… skateboard
- Byl jednou jeden… invalidní vozík
- Byl jednou jeden… kalkulačka
- Byl jednou jeden… letadlo
- Byl jednou jeden… tenisová raketa
- Byl jednou jeden… hodinky
- Byl jednou jeden… auto
- Byl jednou jeden… filmové plátno
- Byl jednou jeden… mince
- Byl jednou jeden… telefon
- Byl jednou jeden… skládačka
- Byl jednou jeden… tvrdý klobouk
- Byl jednou jeden… lednička
- Byl jednou jeden… hygienická maska
- Byl jednou jeden… lepidlo
- Byl jednou jeden… dálkové ovládání
- Byl jednou jeden… chirurgická sádra
- Byl jednou jeden… teploměr
- Byl jednou jeden… semafor
- Byl jednou jeden… dalekohled
- Byl jednou jeden… mikrovlnná trouba
- Byl jednou jeden… fotoaparát
- Byl jednou jeden… osobní počítač
- Byl jednou jeden… prsten
- Byl jednou jeden… dron
- Byl jednou jeden… svíčka
- Byl jednou jeden… mikroskop
- Byl jednou jeden… televize
- Byl jednou jeden… reproduktor
- Byl jednou jeden… kompas
- Byl jednou jeden… mapa
- Byl jednou jeden… vlak